# Pony Canyon
Pony Canyon, Inc. (株式会社ポニーキャニオン, Kabushiki gaisha Ponī Kyanion) é um companhia japonesa, estabelecida no dia 1º de Outubro de 1966, a qual publica música, DVD e vídeos em VHS, Filmes e Video games. É uma subsidiária do grupo de mídia japonês, Fujisankei Communications Group.